# Payena annamensis
Payena annamensis är en tvåhjärtbladig växtart som beskrevs av Paul Lecomte. Payena annamensis ingår i släktet Payena och familjen Sapotaceae.

## Underarter
Arten delas in i följande underarter:
- P. a. annamensis
- P. a. malesiana